# Fagott (regiszter)
A Fagott egy orgonaregiszter, hangszerutánzó nyelvsíp. Regiszterfelirata leggyakrabban Basson, mely a regiszternév francia megfelelője. Elnevezése a különböző nyelvterületeken változhat: a magyar és a német Fagottként ismeri. Romantika korabeli regiszter, a legtöbb romantikus orgonának a redőnyművén található meg. Szinte kizárólag 16’ magasságban készül, elenyészően ritkán 8’ magasságban. Anyaga lehet ón, vörösréz,  ritkábban horgany is. Tölcsére természetes hosszúságú, alakja fölfelé szétterjedő. Hangja halk és visszafogott, fagottos jellegű.